# Trehörningen, Uppland
Trehörningen är en sjö i Marielund i Uppsala kommun i Uppland och ingår i Norrströms huvudavrinningsområde. Sjön är 6,2 meter djup, har en yta på 1,27 kvadratkilometer och befinner sig 17,1 meter över havet. Vid provfiske har bland annat abborre, björkna, braxen och gers fångats i sjön.

## Delavrinningsområde
Trehörningen ingår i delavrinningsområde (663841-161753) som SMHI kallar för Utloppet av Trehörningen. Medelhöjden är 29 meter över havet och ytan är 14,18 kvadratkilometer. Räknas de 3 avrinningsområdena uppströms in blir den ackumulerade arean 24,13 kvadratkilometer. Vattendraget som avvattnar avrinningsområdet har biflödesordning 4, vilket innebär att vattnet flödar genom totalt 4 vattendrag innan det når havet efter 102 kilometer. Avrinningsområdet består mestadels av skog (80 procent). Avrinningsområdet har 1,26 kvadratkilometer vattenytor vilket ger det en sjöprocent på 8,9 procent.

## Fisk
Vid provfiske har följande fisk fångats i sjön:
- Abborre
- Björkna
- Braxen
- Gärs
- Gädda
- Löja
- Mört
- Ruda
- Sarv